# Mary Kills People
Mary Kills People ist eine kanadische Fernsehserie aus dem Jahr 2017. Nach Ausstrahlung der ersten Staffel mit 6 Folgen wurde die ursprünglich als Miniserie gedachte Serie vom ausstrahlenden Sender Global um eine zweite, erneut 6 Folgen umfassende Staffel verlängert, die 2018 erstmals zu sehen war.

## Inhalt
Dr. Mary Harris arbeitet in der Notaufnahme des Eden General Hospital und bietet nebenbei einen ungewöhnlichen weiteren Dienst an: sie und ihr Partner Des bieten Sterbehilfe an, obwohl diese in Kanada verboten ist. Ihr Leben wird plötzlich kompliziert, als die Polizei beginnt, ungeklärte Tode zu untersuchen.

## Besetzung
- Caroline Dhavernas als Dr. Mary Harris
- Jay Ryan als Detective Ben Wesley
- Richard Short als Desmond "Des" Barrett
- Lyriq Bent als Detective Frank Gaines
- Greg Bryk als Grady Burgess (Staffel 1)
- Sebastien Roberts als Kevin
- Abigail Winter als Jessica
- Charlotte Sullivan als Nicole Mitchell
- Grace Lynn Kung als Annie Chung
- Jess Salgueiro als Larissa
- Katie Douglas als Naomi
- Elise Bauman als Bronwyn
- Alexandra Castillo als Louise Malick
- Joel Thomas Hynes als Sidney "Sid" Thomas-Haye (Staffel 1)
- Lola Flanery als Cambie
- Terra Hazelton als Rhonda McCartney
- Matt Gordon als Dr. Dennis Taylor
- Rachelle Lefèvre als Olivia Bloom (Staffel 2)

## Sendung
In den Vereinigten Staaten ist die Serie beim Sender Lifetime zu sehen.
In Deutschland ist die Serie bei dem Streaming-Anbieter MagentaTV abrufbar.